# 马尔勒
马尔勒（法語：Marle，法語發音：[maʁl]）是法国上法兰西大区埃纳省的一个市镇，位于该省中北部，属于拉昂区。

## 地理
马尔勒（49°44'24"N, 3°46'17"E）面积13.79 平方千米，位于法国上法蘭西大區埃纳省，该省份为法国北部内陆省份，北起北部省，西接索姆省和瓦兹省，东临阿登省和马恩省，西南至塞纳-马恩省，东北部与比利时接壤
与马尔勒接壤的市镇（或旧市镇、城区）包括：欧特勒芒库尔、贝尔朗库尔、沙蒂永莱松、马尔西苏马尔勒、蒙蒂尼苏马尔勒、拉讷维尔乌塞、蒂耶尔尼、瓦耶讷。

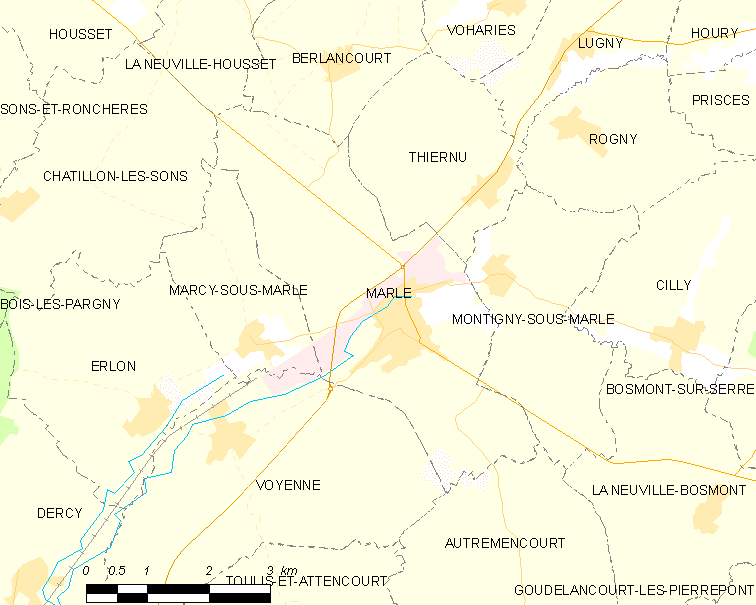
马尔勒的OSM定位图

马尔勒的时区为UTC+01:00、UTC+02:00（夏令时）。

## 行政
马尔勒的邮政编码为02250，INSEE市镇编码为02468。

## 政治
马尔勒所属的省级选区为马尔勒县。

## 人口

1962-2008年间马尔勒人口变化图示

马尔勒于2022年1月1日时的人口数量为2224人。